# Europacup II 1979/80
De 20e editie van de Beker der Bekerwinnaars werd door het Spaanse Valencia CF gewonnen in een scoreloze finale tegen het Engelse Arsenal FC, het was de enige keer in de geschiedenis van de beker dat penalty's de winnaar moest bepalen.

## Voorronde
| Team #1    | Tot.  | Team #2       | 1ste wed | 2de wed |
| ---------- | ----- | ------------- | -------- | ------- |
| Rangers FC | 3 - 0 | Lillestrøm SK | 1 - 0    | 2 - 0   |
| B1903      | 7 - 0 | APOEL Nicosia | 6 - 0    | 1 - 0   |

## Eerste ronde
| Team #1          | Tot.  | Team #2              | 1ste wed | 2de wed      |
| ---------------- | ----- | -------------------- | -------- | ------------ |
| Dinamo Moskou    | w/o   | Vllaznia Shkodër     | -        | -            |
| Sliema Wanderers | 2 - 9 | Boavista FC          | 2 - 1    | 0 - 8        |
| Cliftonville FC  | 0 - 8 | FC Nantes Atlantique | 0 - 1    | 0 - 7        |
| BSC Young Boys   | 2 - 8 | FC Steaua Boekarest  | 2 - 2    | 0 - 6        |
| Reipas Lahti     | 0 - 2 | Aris Bonnevoie       | 0 - 1    | 0 - 1        |
| ÍA Akranes       | 0 - 6 | Barcelona FC         | 0 - 1    | 0 - 5        |
| B1903            | 2 - 6 | Valencia CF          | 2 - 2    | 0 - 4        |
| Rangers FC       | 2 - 1 | Fortuna Düsseldorf   | 2 - 1    | 0 - 0        |
| Arsenal FC       | 2 - 0 | Fenerbahçe SK        | 2 - 0    | 0 - 0        |
| Wrexham AFC      | 5 - 7 | 1. FC Magdeburg      | 3 - 2    | 2 - 5 (n.v.) |
| Panionios NFC    | 5 - 3 | FC Twente            | 4 - 0    | 1 - 3        |
| IFK Göteborg     | 2 - 1 | Waterford FC         | 1 - 0    | 1 - 1        |
| SSW Innsbruck    | 1 - 3 | Lokomotiva Košice    | 1 - 2    | 0 - 1        |
| Beerschot VAC    | 1 - 2 | NK Rijeka            | 0 - 0    | 1 - 2        |
| Arka Gdynia      | 3 - 4 | Beroe Stara Zagora   | 3 - 2    | 0 - 2        |
| Juventus FC      | 3 - 2 | Raba ETO Győr        | 2 - 0    | 1 - 2        |

## Tweede ronde
| Team #1              | Tot.             | Team #2             | 1ste wed | 2de wed      |
| -------------------- | ---------------- | ------------------- | -------- | ------------ |
| Dinamo Moskou        | 1 (uitgoals) - 1 | Boavista FC         | 0 - 0    | 1 - 1        |
| FC Nantes Atlantique | 5 - 3            | FC Steaua Boekarest | 3 - 2    | 2 - 1        |
| Aris Bonnevoie       | 2 - 11           | Barcelona FC        | 1 - 4    | 1 - 7        |
| Valencia CF          | 4 - 2            | Rangers FC          | 1 - 1    | 3 - 1        |
| Arsenal FC           | 4 - 3            | 1. FC Magdeburg     | 2 - 1    | 2 - 2        |
| Panionios NFC        | 1 - 2            | IFK Göteborg        | 1 - 0    | 0 - 2        |
| Lokomotiva Košice    | 2 - 3            | NK Rijeka           | 2 - 0    | 0 - 3        |
| Beroe Stara Zagora   | 1 - 3            | Juventus FC         | 1 - 0    | 0 - 3 (n.v.) |

## Kwartfinale
| Team #1       | Tot.  | Team #2              | 1ste wed | 2de wed |
| ------------- | ----- | -------------------- | -------- | ------- |
| Dinamo Moskou | 3 - 4 | FC Nantes Atlantique | 0 - 2    | 3 - 2   |
| Barcelona FC  | 3 - 5 | Valencia CF          | 0 - 1    | 3 - 4   |
| Arsenal FC    | 5 - 1 | IFK Göteborg         | 5 - 1    | 0 - 0   |
| NK Rijeka     | 0 - 2 | Juventus FC          | 0 - 0    | 0 - 2   |

## Halve Finale
| Team #1              | Tot.  | Team #2     | 1ste wed | 2de wed |
| -------------------- | ----- | ----------- | -------- | ------- |
| FC Nantes Atlantique | 2 - 5 | Valencia CF | 2 - 1    | 0 - 4   |
| Arsenal FC           | 2 - 1 | Juventus FC | 1 - 1    | 1 - 0   |

## Finale
| Team #1     | Res.             | Team #2    |
| ----------- | ---------------- | ---------- |
| Valencia CF | 0 - 0 (5-4) n.p. | Arsenal FC |